# Gąbin (gmina)
Pour les articles homonymes, voir Gąbin.
Gąbin est une gmina urbaine-rurale (gmina miejsko-wiejska) ou mixte de la powiat de Płock, dans la Voïvodie de Mazovie, dans le centre-est de la Pologne.
Son siège administratif (chef-lieu) est la ville de Gąbin qui se situe environ 17 kilomètres au sud de Płock (capitale de la powiat) et 89 kilomètres à l'ouest de Varsovie (capitale de la Pologne).
La gmina couvre une superficie de 146,71 km2 pour une population de 10 858 habitants en 2006 avec une population de 4 137 habitants pour la ville de Gąbin et une population de la partie rurale de la gmina de 6 721 habitants.

## Histoire
De 1975 à 1998, la gmina est attachée administrativement à la voïvodie de Płock.

Depuis 1999, elle fait partie de la voïvodie de Mazovie.

## Géographie
Outre la ville de Gąbin, la gmina inclut les villages et localités de:

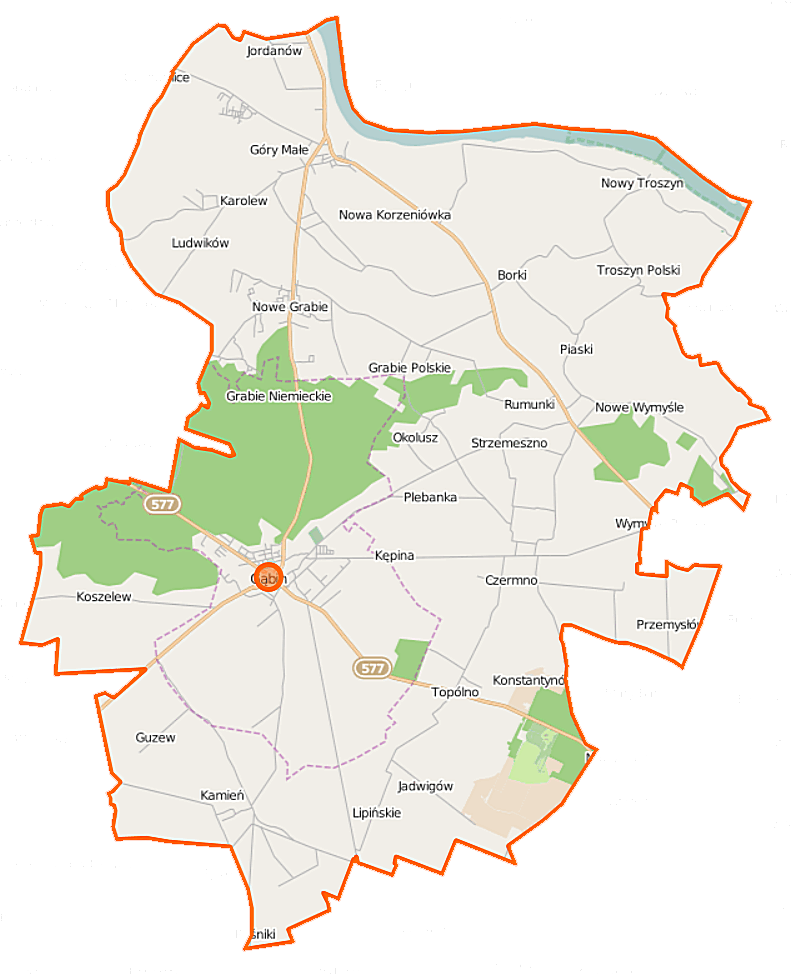
Plan de la gmina

- Borki
- Czermno
- Dobrzyków
- Górki
- Góry Małe
- Grabie Polskie
- Guzew
- Jadwigów
- Jordanów
- Kamień-Słubice
- Karolew
- Kępina
- Konstantynów
- Koszelew
- Lipińskie
- Ludwików
- Nowa Korzeniówka
- Nowe Grabie
- Nowe Wymyśle
- Nowy Kamień
- Nowy Troszyn
- Okolusz
- Piaski
- Plebanka
- Potrzebna
- Przemysłów
- Rumunki
- Stara Korzeniówka
- Stary Kamień
- Strzemeszno
- Topólno
- Troszyn Polski

### Gminy voisines
La gmina de Gąbin est voisine de :
- la ville de :
  - Płock
- et des gminy suivantes :
  - Łąck
  - Pacyna
  - Sanniki
  - Słubice
  - Słupno
  - Szczawin Kościelny

## Structure du terrain
D'après les données de 2005, la superficie de la commune de Gąbin est de 146,71 km2, répartis comme tel :
- terres agricoles : 68 %
- forêts : 20 %

La commune représente 8,16 % de la superficie du powiat.

## Démographie
Données du 30 juin 2004 :
| Description        | Total  | Total | Femmes | Femmes | Hommes | Hommes |
| ------------------ | ------ | ----- | ------ | ------ | ------ | ------ |
| Unité              | Nombre | %     | Nombre | %      | Nombre | %      |
| Population         | 10 810 | 100   | 5 608  | 51,9   | 5 202  | 48,1   |
| Densité (hab./km²) | 73,7   | 73,7  | 38,2   | 38,2   | 35,5   | 35,5   |